# Александрія (Алабама)
Александрія (англ. Alexandria) — переписна місцевість (CDP) в США, в окрузі Калгун штату Алабама. Населення — 4032 особи (2020).

## Географія
Александрія розташована за координатами 33°45′55″ пн. ш. 85°52′47″ зх. д. / 33.76528° пн. ш. 85.87972° зх. д. (33.765175, -85.879596).  За даними Бюро перепису населення США в 2010 році переписна місцевість мала площу 28,82 км², з яких 28,79 км² — суходіл та 0,03 км² — водойми.

## Демографія
Згідно з переписом 2010 року, у переписній місцевості мешкало 3917 осіб у 1505 домогосподарствах у складі 1150 родин. Густота населення становила 136 осіб/км².  Було 1599 помешкань (55/км²).
Расовий склад населення:
| - 87,4 % — білих - 10,2 % — чорних або афроамериканців - 0,5 % — азіатів - 0,3 % — вихідців з тихоокеанських островів - 0,3 % — корінних американців |

До двох чи більше рас належало 0,8 %. Частка іспаномовних становила 0,9 % від усіх жителів.
За віковим діапазоном населення розподілялося таким чином: 25,1 % — особи молодші 18 років, 62,3 % — особи у віці 18—64 років, 12,6 % — особи у віці 65 років та старші. Медіана віку мешканця становила 39,2 року. На 100 осіб жіночої статі у переписній місцевості припадало 94,1 чоловіків;  на 100 жінок у віці від 18 років та старших — 90,1 чоловіків також старших 18 років.
Середній дохід на одне домашнє господарство  становив 65 220 доларів США (медіана — 56 058), а середній дохід на одну сім'ю — 71 527 доларів (медіана — 66 206). За межею бідності перебувало 9,7 % осіб, у тому числі 12,5 % дітей у віці до 18 років та 22,6 % осіб у віці 65 років та старших.
Цивільне працевлаштоване населення становило 1809 осіб. Основні галузі зайнятості: освіта, охорона здоров'я та соціальна допомога — 23,8 %, роздрібна торгівля — 13,5 %, науковці, спеціалісти, менеджери — 11,7 %, виробництво — 10,7 %.